# Ō͘
Cette page contient des caractères spéciaux ou non latins. S’ils s’affichent mal (▯, ?, etc.), consultez la page d’aide Unicode.
Ō͘ (minuscule : ō͘), appelé O point suscrit à droite macron, est un graphème utilisé dans la romanisation pe̍h-ōe-jī et le système de romanisation taïwanais.
Il s'agit de la lettre O diacritée d’un point suscrit à droite et d’un macron.

## Représentations informatiques
Le O point suscrit à droite macron peut être représenté avec les caractères Unicode suivants :
- précomposé (latin étendu A) :

| formes    | représentations | chaînes de caractères | points de code | descriptions                                                        |
| --------- | --------------- | --------------------- | -------------- | ------------------------------------------------------------------- |
| capitale  | Ō͘               | Ō◌͘                    | U+014C U+0358  | lettre majuscule latine o macron diacritique point en chef à droite |
| minuscule | ō͘               | ō◌͘                    | U+014D U+0358  | lettre minuscule latine o macron diacritique point en chef à droite |

- décomposé (latin de base, diacritiques) :

| formes    | représentations | chaînes de caractères | points de code       | descriptions                                                                    |
| --------- | --------------- | --------------------- | -------------------- | ------------------------------------------------------------------------------- |
| capitale  | Ō͘               | O◌̄◌͘                   | U+004F U+0304 U+0358 | lettre majuscule latine o diacritique macron diacritique point en chef à droite |
| minuscule | ō͘               | o◌̄◌͘                   | U+006F U+0304 U+0358 | lettre minuscule latine o diacritique macron diacritique point en chef à droite |